# Charles Jacques Édouard Morren
Charles Jacques Édouard Morren (Gand, 2 dicembre 1833 – Liegi, 28 febbraio 1886) è stato un illustratore e botanico belga.

## Biografia
Era figlio di Charles François Antoine Morren. Fu direttore della rivista La Belgique Horticole, dove pubblicava le nuove specie botaniche.
Stava lavorando ad una monografia sulle Bromeliacee però non lo finì per la sua morte improvvisa. I suoi manoscritti furono venduti a Kew Gardens ed esaminate da John Gilbert Baker e da Carl Christian Mez, che descrissero alcune specie sue mai pubblicate. Baker usava molto i quadri per illustrare le piante di altri, impiegando anche dei pittori come: Marie Jean Guillaume Cambresier, R. Sartorius, Francois Stroobant (1819-1916) e François De Tollenaere.